# 莫奧·別雍西
莫奧·別雍西（1912年4月20日—1954年4月17日），日本名山中猛悟，漢名汪清山，出身於嘉義縣阿里山鄉樂野村，臺灣警察與白色恐怖受難者。

## 生平
莫奧·別雍西的父親是iusugu`e peongsi，母親為paicu`e niahosa；他有同父母兄弟2人。
莫奧在青年時期曾到臺南州嘉義郡役所擔任工友，並在該處受上司賞識培養。後來，莫奧返鄉於lalauya駐在所擔任警手，隨後又因表現良好被升任為警察。
1935年前後，莫奧與出身特富野社cuana的汪清枝結婚（鄒語名：yangui`e tiaki`ana，日語名：手島邦子，1916年5月20日－2008年3月1日）。婚後，兩人一直定居在lalauya直到國民政府接收臺灣前，並陸續生下長子汪俊立（1934年）、次子汪俊興（1938年）、三子汪俊成（1940年）、長女汪枝美（1943年）。
國民政府接收臺灣後，莫奧被調到阿里山駐在所擔任警員並兼職於測候所。不久，莫奧轉回樂野（lalauya）任巡佐兼教師及醫護等職務，然後又被調往嘉義縣警察局任巡佐課課長；此間，汪清枝陸續產下四子汪俊功（1945年）、次女汪雲美（1948年）及三女汪惠美。
1952年，莫奧與吾雍·雅達烏猶卡那、湯守仁、武義德、杜孝生、方義仲等族人皆被誅連捲入「高山族匪諜叛亂案」中，稍後遭臺灣省保安司令部保安處林秀樂少將以召集「山地保安會議」為名誘捕於嘉義市，並一同被押送至位在臺北景美的軍法處羈押審訊。
1954年2月17日，該案判刑確定；4月17日，莫奧同高一生、湯守仁、方義仲等人皆被槍決於臺北。

## 外部鏈結
- 堅強的鄒族女性汪清枝 （页面存档备份，存于）